# Lourdes (Terranova y Labrador)
Lourdes es un pueblo canadiense situado en la provincia de Terranova y Labrador.

## Superficie
Lourdes tiene una superficie de 7,39 km².

## Demografía
En 2021, tenía 502 habitantes, una densidad poblacional de 68 hab./km², y 264 viviendas.